# Фромман, Карл
Георг Карл Людвиг Готтлиб Фромман (нем. Georg Carl Ludwig Gottlieb Frommann; 9 апреля 1809, Лаутер, Бамберг — 5 декабря 1879) — немецкий и российский богослов, лютеранский проповедник и педагог; доктор богословия, доктор философии, профессор богословия Йенского и Берлинского университетов, вице-президент Санкт-Петербургской евангелистко-лютеранской консистории.

## Биография
Карл Фромман родился 26 марта (9 апреля) 1809 года в местечке Лаутер, близ Кобурга. В 1828—1830 гг. изучал филологию и богословие в Йенском университете, затем до 1831 года — богословие в Боннском и Берлинском университетах. 
Удостоенный в 1833 году степеней доктора философии и кандидата богословия, Фромман в том же году был назначен приват-доцентом, а в 1837 году экстраординарным профессором богословия в Йенском университете.
В 1839 году Ростокским университетом он был возведён в почетное звание доктора богословия и, посвященный в духовный сан, 16 декабря того же года назначен проповедником евангелистко-лютеранской церкви Святых Петра и Павла в Санкт-Петербурге и в этой должности он оставался до октября 1865 года. 
Во время своего пребывания в России Фромман, кроме занятий по должности, принимал деятельное участие в работах различных комиссий; так, он в 1848 году состоял членом комиссии для начертания проекта новых перекопов, в 1844 и 1854 гг. — членом комиссии для рассмотрения проекта новых песенников, с 1841 по 1865 год состоял членом главного комитета библейского общества. 
До 1868 года он также состоял почётным ординарным профессором богословия в Берлинском университете. 
Высочайшим приказом от 12 июля 1868 года назначен генерал-суперинтендентом и вице-президентом Санкт-Петербургской лютеранской консистории.
В 1877 году было удовлетворено прошение Фроммана об отставке и он переселился в Йену, где он и умер 23 ноября (5 декабря) 1879 года.